# Jean-Baptiste de Verthamon
Jean-Baptiste de Verthamon (né à Paris vers 1646, mort le 20 mars 1735) est un ecclésiastique qui fut évêque de Pamiers de 1693 à sa mort.

## Biographie
Jean-Baptiste de Verthamon est le second fils de François-Michel de Verthamon (†1697), conseiller en 1647 puis maitre des requêtes en 1653 du Parlement de Paris et de son épouse Renée Quatre-Sous († 1657). Son cousin germain Isaac-Jacques de Verthamon de Chalucet fut évêque de Couserans et les deux neveux de ce dernier, les frères Michel de Verthamon de Chavagnac et Guillaume-Samuel de Verthamon de Chavagnac, sont respectivement évêque de Montauban et évêque de Luçon.
Docteur en théologie de l'Université de Paris en 1676, président des États du Pays de Foix, chanoine de la Sainte-Chapelle de Paris, il devient vicaire général de l'archevêque de Rouen. Il est désigné comme évêque de Pamiers le 8 septembre 1693, confirmé le 9 novembre et consacré au début de 1694 par Charles Le Goux de la Berchère, archevêque d'Albi, dans l'église Saint-Louis-des-Jésuites de Paris.
Il est député de la province ecclésiastique de Toulouse à l'assemblée du clergé de 1702. Il devient président-né des États de Foix. Bien qu'il établisse un collège de jésuites à Pamiers, le 12 avril 1717, il rejoint les appelants lors de l'affaire de la bulle Unigenitus et il meurt le 20 mars 1735 à quatre-vingt-neuf ans, après quarante et un ans d’épiscopat sans s'être rétracté contrairement au cardinal de Noailles. Il est inhumé dans la cathédrale Saint-Antonin de Pamiers, derrière l’autel.

## Succession apostolique
Jean-Baptiste de Verthamon a ordonné les évêques suivants :
- Évêque Jean-Jacques de Verthamon de Chalucet (1708)